# Liste der Biografien/Joho
Liste der Biografien |
Portal Biografien |
Personensuche
# |
A |
B |
C |
D |
E |
F |
G |
H |
I |
J |
K |
L |
M |
N |
O |
P |
Q |
R |
S |
T |
U |
V |
W |
X |
Y |
Z |
?
 
Ja |
Jb |
Jd |
Je |
Jh |
Ji |
Jj |
Jl |
Jn |
Jm |
Jo |
Jp |
Jr |
Js |
Jt |
Ju |
Jv |
Jw |
Jy
 
Joa–Jog |
Joh |
Joi–Jom |
Jon |
Joo |
Jop |
Jor |
Jos |
Jot |
Jou |
Jov |
Jow |
Jox |
Joy |
Joz
 
Joha |
Johe |
Johi |
Johl |
John |
Joho |
Johr |
Johs
Die Liste der Biografien führt alle Personen auf, die in der deutschsprachigen Wikipedia einen Artikel haben. Dieses ist eine Teilliste mit 9 Einträgen von Personen, deren Namen mit den Buchstaben „Joho“ beginnt.

## Joho
- Joho, Karl (1875–1944), deutscher Schriftsteller und Redakteur
- Joho, Rudolf (1898–1966), Schweizer Regisseur, Autor, Schauspieler und Theaterpädagoge
- Joho, Stephan (* 1963), Schweizer Radsportler
- Joho, Wolfgang (1908–1991), deutscher Schriftsteller

### Johow
- Johow, Georg (1862–1945), deutscher Generalleutnant und Ritter des Pour le Mérite
- Johow, Hans (1856–1893), deutscher Schiffbauingenieur
- Johow, Joachim (* 1952), deutscher Komponist, Musiker und Musiklehrer
- Johow, Marie von (1820–1905), deutsche Schriftstellerin
- Johow, Reinhold (1823–1904), deutscher Jurist